# Jang Yeong-jin
Jang Yeong-jin (coreano: 장영진; nacido en 1957/1958) es escritor y el único conocido desertor norcoreano abiertamente gay.

## Biografía
Jang se crio en Chongjin, una ciudad en la costa este de Corea del Norte. Durante su infancia, se enamoró de un chico llamado Seon-cheol, amigo suyo, amistad que duró hasta la edad adulta. Se cogían de la mano y en alguna ocasión llegaron a compartir cama. Jang y Seon-cheol luego se mudaron a Pyongyang para ingresar en diferentes universidades. Se separaron en 1976, cuando ambos se unieron al ejército de Corea del Norte . Según Jang, "en invierno, cuando a los soldados solo se les daban dos mantas raídas a cada uno y poco calor, era común que buscáramos un compañero y durmiéramos abrazados por la noche para mantener el calor" y que "lo considerábamos parte de lo que el partido llamado 'camaradería revolucionaria'". Jang también dijo que en su unidad de primera línea, los soldados y oficiales de alto rango lo sobornaron con manzanas y otros alimentos para atraerlo a su regazo. En 1982, Jang fue dado de baja del ejército después de contraer tuberculosis . En Chongjin, Jang trabajó como oficial de comunicaciones inalámbricas .
En 1987, Jang se casó con una profesora de matemáticas en un matrimonio concertado, pero no se sintió atraído por ella ni por las mujeres en general. Después de años de permanecer sin hijos, la pareja (ya casada) visitó a un médico, por consejo de los familiares, para ver si tenían algún problema físico, que no era así. Jang había visto previamente a un neurólogo mientras estaba en la universidad porque "se preguntaba por qué era tan diferente a los demás", pero "tan pronto como comencé a hablar sobre mis sentimientos, tuve que salir corriendo de la oficina, porque el médico me comenzó a gritar." Más tarde, Jang solicitaría el divorcio, pero se le negó. Temiendo perder su trabajo como maestra, la esposa de Jang le pidió que siguiera casado. Jang restableció lazos con Seon-cheol, quien había regresado del ejército y se había casado con una enfermera con la que tuvo dos hijos. Ambos amigos se visitaban ocasionalmente, y sus esposas les permitieron compartir cama juntos, pensando que era un hábito de su infancia.
En el invierno de 1996, Jang huyó de Corea del Norte cruzando la frontera entre China y Corea del Norte a través de un río helado, pero no pudo llegar a Corea del Sur desde China. Luego, volvió a entrar en Corea del Norte y después de cinco días de viaje, escapó a Corea del Sur el 27 de abril de 1997, arrastrándose a través de la Zona Desmilitarizada de Corea (DMZ), convirtiéndose en una de las pocas personas en hacerlo con éxito. La deserción de Jang fue noticia, y su familia fue castigada por sus acciones, siendo desterrada a un pueblo remoto en el norte. Después de su llegada, los funcionarios de Corea del Sur interrogaron a Jang durante cinco meses antes de liberarlo, después de que hablara de su difícil matrimonio en Corea del Norte. Jang no entendió completamente su orientación sexual hasta principios de 1998, cuando descubrió que era gay al leer un artículo de una revista sobre los derechos de los homosexuales y la salida del armario. El artículo mostraba imágenes de una pareja del mismo sexo besándose, e informaba de la existencia de bares gay en Seúl.
En 2004, Jang se enamoró de un auxiliar de vuelo local presentado por el dueño de su bar favorito. Después de tres meses de noviazgo, Jang le dio al auxiliar de vuelo todos sus ahorros, pertenencias y una casa de alquiler para que el auxiliar de vuelo pudiera comprar una casa más grande para vivir. A pesar de prometer ser su compañero, Jang no volvió a ver al auxiliar de vuelo, y trató de denunciarlo a la policía durante quince días, hasta que la policía le dijo a Jang que se rindiera. Este incidente afectó en la confianza de Jang hacia otras personas. Posteriormente, Jang se enfermó y estuvo hospitalizado durante un mes, lo que provocó que perdiera su trabajo en la fábrica y que se quedara sin hogar. Más tarde sospechó que su enfermedad se debía al estrés de haber sido engañado por el auxiliar. Jang también se había puesto en contacto con activistas por los derechos homosexuales en busca de ayuda. Casi al mismo tiempo que durante el incidente, Jang se enteró de que tres de sus hermanos y una de sus hermanas en Corea del Norte habían muerto después de haber sido desterradas de su aldea. Un desertor norcoreano anónimo que había conocido a la familia de Jang dijo que su esposa también había sido expulsada de su aldea, pero que luego fue reintegrada.
Más tarde, Jang consiguió recuperarse accediendo a un trabajo de limpieza y consiguiendo nuevos ahorros para alquilar una nueva casa. Comenzó luego a dedicar su tiempo libre a escribir y, a fines de abril de 2015, publicó una autobiografía llamada A Mark of Red Honor, que luego se tradujo al inglés en 2017. En mayo de 2015, Jang dijo que estaba escribiendo una novela de ficción "sobre mujeres en Corea del Norte, como mi madre y mis hermanas". En junio de 2015, siguió trabajando como limpiador en un edificio en el centro de Seúl. En una entrevista de febrero de 2016, Jang dijo que había dejado su trabajo como limpiador "para concentrarse por completo a la escritura". En el 2020, conoció al propietario de un restaurante coreano-estadounidense llamado Min-su en un sitio web online de citas. Cuatro meses más tarde, Jang conoció en persona a Min-su en los Estados Unidos y dos meses después Min-su le propuso matrimonio. En marzo de 2021 la pareja planeaba casarse ese mismo año.